# Manuel Noriega
Manuel Antonio Noriega Moreno (pronúncia espanhola: [maˈnwel noˈɾjeɣa]; 11 de fevereiro de 1934 — 29 de maio de 2017) foi um político e militar panamenho que serviu como o de facto líder do Panamá de 1983 a 1989. Noriega foi inicialmente amigo dos Estados Unidos, mantendo laços com as organizações de inteligência americanas; contudo ele rapidamente se tornou um pária no Ocidente e foi derrubado por uma invasão liderada pelos próprios Estados Unidos.
Nascido na Cidade do Panamá em uma família pobre de mestizos, Noriega estudou em colégios militares quando jovem adulto. Ele se tornou oficial do exército panamenho e subiu nas patentes devido a sua proximidade com Omar Torrijos, que fora ditador do país entre 1968 e 1981. Torrijos havia subido ao poder após derrubar o presidente Arnulfo Arias em um golpe de estado; no governo Torrijos, Noriega se tornou chefe da inteligência. Quando Torrijos morreu em 1981, Noriega consolidou sua posição no governo panamenho, se tornando o de facto líder da nação em 1983. Desde a década de 1950, Noriega trabalhava para os órgãos de inteligência dos Estados Unidos. Foi por muitos anos um dos principais ativos da Central Intelligence Agency (CIA), atuando como fonte de informações na região e, principalmente, como intermediário para o mercado ilegal de armas e equipamentos militares (além de dinheiro vivo) entre o governo dos Estados Unidos e organizações de contra-insurgência e grupos anticomunistas pela América Latina. Os estadunidenses também consideravam Noriega como um importante aliado na guerra contra as drogas, apesar do líder panamenho estar pessoalmente envolvido no tráfico de drogas, fazendo fortuna no mercado ilegal. Os Estados Unidos estavam cientes disso mas não fizeram muito para impedi-lo inicialmente pois Noriega ainda era útil para Washington. Contudo, seu envolvimento com organizações criminosas, morte de dissidentes do regime e contatos com outros órgãos de inteligência que não a CIA acabaram por deteriorar as relações entre Noriega e os Estados Unidos.
Noriega se manifestava como um líder militar nacionalista e não endossava uma política social ou econômica específica. Em 1988, Noriega foi indiciado por um júri federal em Miami e Tampa, nos Estados Unidos, por extorsão, tráfico de drogas e lavagem de dinheiro. Também em 1988, Noriega sofreu uma tentativa de golpe por parte do exército. No ano seguinte, outra tentativa de golpe aconteceu. O líder panamenho acusou os Estados Unidos de estarem envolvidos (na segunda tentativa de golpe, a CIA estava de fato envolvida). A escalada das tensões entre os dois países logo precipitaria um conflito bélico quando os estadunidenses invadiram o Panamá, em dezembro de 1989. Noriega foi logo capturado por tropas americanas e levado para os Estados Unidos onde seria julgado pelos indiciamentos de Miami. O julgamento foi de setembro de 1991 a abril de 1992, terminando com a condenação do ex-ditador panamenho em quase todas as acusações. Foi sentenciado a 40 anos de prisão, servindo 17 anos, tendo sua sentença reduzida devido a bom comportamento. Em 2007, sua sentença efetivamente acabou, mas Noriega foi extraditado para a França em 2010, onde foi condenado a sete anos de cadeia por lavagem de dinheiro. Em 2011, o governo francês o extraditou para o Panamá, onde foi encarcerado pelos crimes cometidos durante sua ditadura.
Diagnosticado com câncer no cérebro em março de 2017, Noriega sofreu complicações durante a cirurgia e morreu dois meses mais tarde, aos 83 anos. Descrito geralmente como uma ditadura militar, o governo de Noriega foi marcado por perseguições políticas e repressão da imprensa, expansão das forças armadas, eleições manipuladas e corrupção. Foi inicialmente considerado um fiel aliado dos Estados Unidos antes de se tornar seu principal inimigo na América Central. Foi um dos ditadores mais reconhecidos do mundo, comparado a figuras autoritárias como Muammar Gaddafi e Augusto Pinochet.